# Velet
Velet är en kommun i departementet Haute-Saône i regionen Bourgogne-Franche-Comté i östra Frankrike. Kommunen ligger i kantonen Gray som tillhör arrondissementet Vesoul. År 2022 hade Velet 373 invånare.

## Befolkningsutveckling
Antalet invånare i kommunen Velet
| Referens: INSEE |